# Démokritos

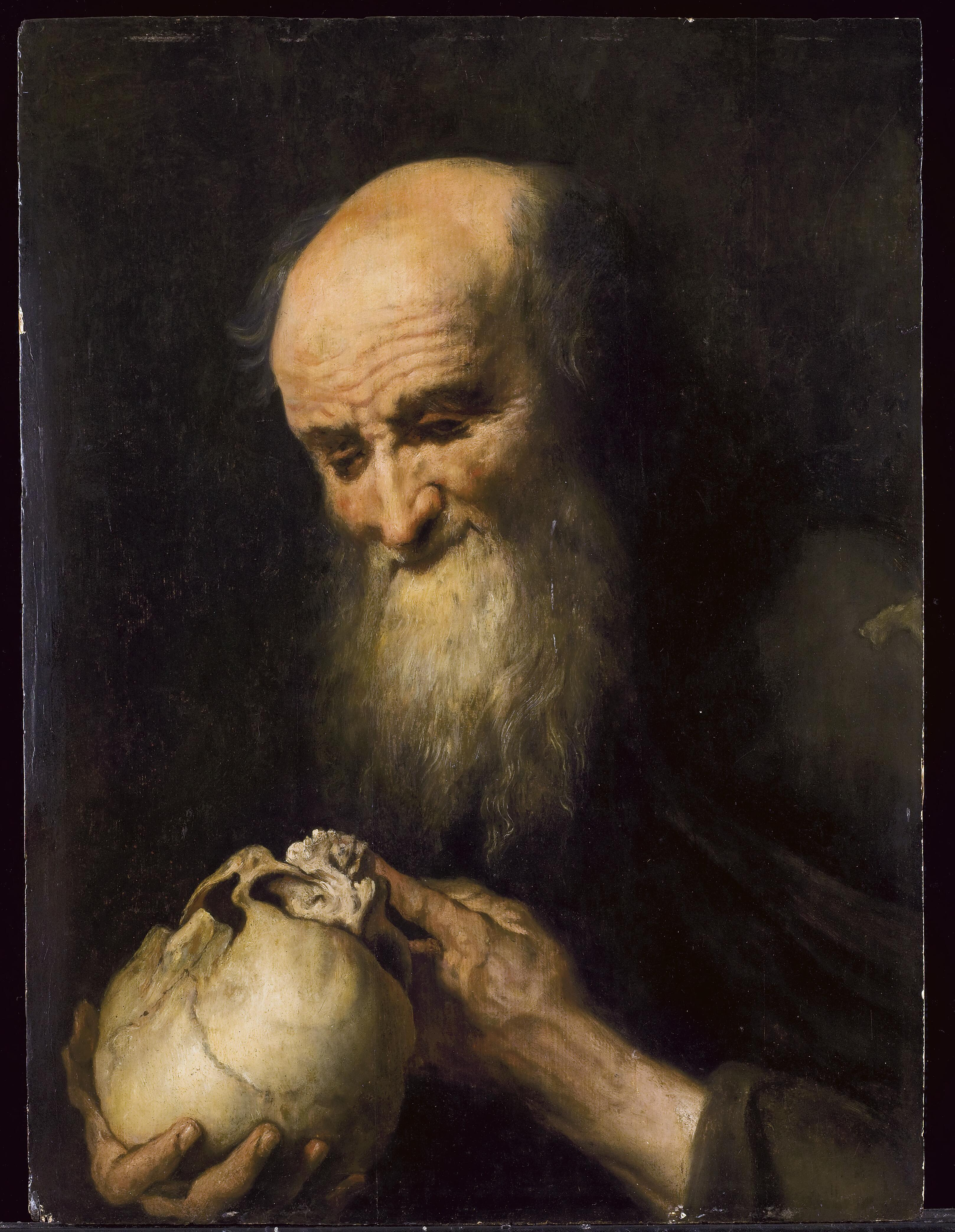
Holandský malíř 17. století: Démokritos s lebkou

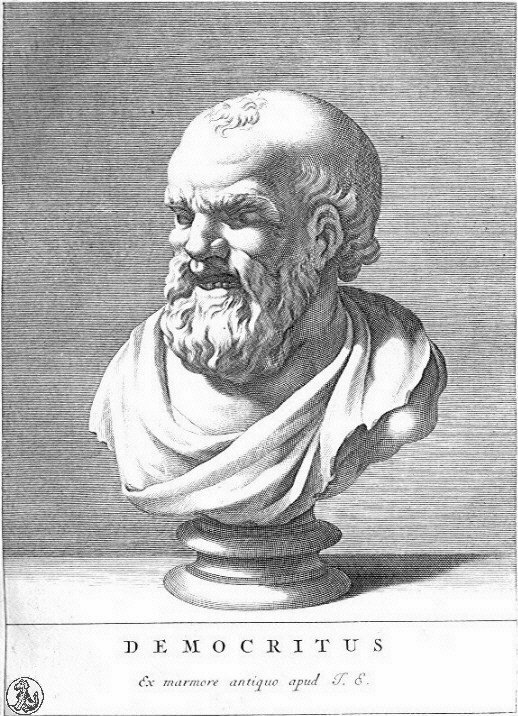
Démokritos

Démokritos z Abdér (přibližně 460–370 př. n. l.) byl řecký předsókratovský filozof, jeden ze zakladatelů atomismu. O jeho životě je málo známo, zato se zachovala řada anekdot a výroků o něm, mimo jiné označení „smějící se filozof“ v protikladu k „plačícímu“, údajně hněvivému filozofu Hérakleitovi. Z díla obou dvou se však zachovaly jen zlomky.

## Život
Démokritos pocházel z Abdér v Thrákii a patrně byl žákem svého krajana, filozofa Leukippa. Protože pocházel ze zámožné rodiny, mohl se vydat na dlouhé a daleké cesty do nejrůznějších končin. Dostal se snad až do Indie a Etiopie a podle Diodóra žil pět let v Egyptě. Sám o sobě řekl, že tím výrazně překonal všechny své vrstevníky a setkal se s největším počtem mudrců. Nakonec se vrátil do rodného města, kde také dožil.
Z jeho zlomků i z četných anekdot, které se o něm zachovaly, lze soudit, že žil prostě a věnoval se pouze svému zkoumání, že to byl člověk veselý a viděl i směšné stránky života. Vedle Leukippa si vážil i Anaxagory a mezi jeho přátele snad patřil Hippokratés i Sókratés. Sám ovšem napsal, že když přišel do Athén, nikdo ho neznal. Jeho dílem se však zabýval mladší Aristotelés, který také zachoval mnoho citátů. Z Démokritova díla se zachovalo tak málo, protože nejspíš nezaložil žádnou vlastní školu, jeho skepticismus odmítal již za jeho života Platón a později křesťané, takže se dílo přestalo opisovat. Podle zachovaného seznamu spisů patřil k nejplodnějším a nejvšestrannějším autorům antického Řecka. Psal o moudrosti a etických otázkách, o věštění a statečnosti, o vesmíru a přírodě, o planetách i o magnetu, o lidském těle a duši, o smyslech a vnímání, o geometrii i o číslech, o básnictví, zpěvu a malířství, o obdělávání polí i o válečném umění. Přesto po něm zbyly jen zlomky, citované u Aristotela, Diogena Laertia a dalších. Proto je i obtížné rozlišit, které myšlenky pocházejí přímo od Démokrita a které přejal od svého učitele, atomisty Leukippa. Někteří soudí, že podle Leukippových základů vytvořil ucelený systém.

## Učení
Ze zachovaných zlomků lze soudit, že Démokritos byl myslitel spíše skeptický a konzervativní, pro něhož cílem poznání je klidný život a vyrovnaná mysl (řecky euthymia). Té se však nedá dosáhnout ani leností, ani hromaděním majetku. Jeho mechanistický atomismus je předchůdcem pozdějšího materialismu, i když jeho představy o povaze světa se podstatně lišily od současné vědy.
| „             | Země má tvar kruhové desky, uprostřed prohloubené. | “ |
| — Zlomek A 94 |                                                    |   |

Podle Démokrita (a Leukippa) se všechno jsoucí skládá ze dvou prvků, „plného“ a „prázdného“, které do sebe nikdy nepřecházejí. „Plné“ tvoří nedělitelné (řecky atomoi) a nekonečně rozmanité částečky, které se pohybují v „prázdném“. Atomy jsou nevzniklá, neviditelná, nedělitelná, neměnná, a tudíž nezničitelná tělíska, ze kterých se vše skládá (od bohů přes hvězdy, zemi, živočichy až po člověka a duši). Ve svém pohybu se vzájemně střetávají a spojují, čímž vznikají viditelná tělesa a věci. Takto vzniklé objekty se pak od sebe liší díky různorodému tvaru, poloze a uspořádání atomů. Pokud má něco zaniknout, musí zapůsobit vnější síla, která atomy od sebe rozloučí a dá je opět do pohybu, takže z nich v budoucnu může vzniknout něco jiného.
Poznání dělil Démokritos na světlé (pravé, rozumové) a temné (smyslové), které sice jako základ potřebujeme, ale musíme je umět přijímat kriticky, abychom se jím nenechali zmást. I smyslové poznání je totiž zprostředkováno jemnými částečkami, které smysly přijímají ze svých předmětů.
Rozlišil primární vlastnosti, které příslušejí věcem samotným (tíhu, hustotu, tvrdost), od sekundárních, které jim přisuzujeme my sami podle toho, jak je vnímáme (barva, teplota, vůně, chuť…) K tomu se pak renesanční filozofové vrátili.
V Démokritově etice stojí na prvním místě uměřenost: „Zvíře v nouzi ví, kolik potřebuje; člověk ne.“ „Člověk se má zaměřit na to, co je možné, a být spokojený s tím, co má.“ Neodmítá tělesné slasti, ale výš staví poznání a myšlenkovou práci:
| „              | Raději bych nalezl jednu příčinu, než bych se stal perským králem. | “ |
| — Zlomek B 118 |                                                                    |   |

Jeho myšlení o společnosti bylo spíše konzervativní. Vysoko si cenil svobody i rovnosti, která se ovšem nevztahuje na ženy a otroky. Bohatí mají půjčovat chudým a pomáhat jim, protože tak vznikají dobré vztahy, a ne závist a nenávist. Bohatství není špatné, ale pokud se získává ničemnostmi, je to to nejhorší ze všeho. „Lépe žít jako chudý v demokracii než jako bohatý pod tyranem.“ (Zl. B 251)

## Výroky
- Mnozí mnohoučení nemají žádný rozum.
- Člověk je vesmír v malém.
- Medicína léčí nemoci těla, kdežto moudrost zbavuje duši vášní a trápení.
- Kdo má štěstí na zetě, získává syna, kdo je nemá, ztrácí dceru.
- Ženy se nemají cvičit v rétorice; to by bylo příliš. (zl. B 110)
- Život beze svátků je jako dlouhá cesta bez hostince. (zl. B 230)

## Ohlas
Ve starověku se Démokritem zabýval hlavně Aristotelés, i když jeho domnělé příčiny často kritizuje. Na jeho myšlenky navázal Epikúros i Lucretius Carus. Koncem starověku Démokritos ze západního myšlení nadlouho zmizel a byl znovu objeven až v renesanci. Inspiroval jednak svým mechanismem a determinismem, jednak celkovou – i když „veselou“ – skepsí a odmítáním asketismu. Na téma porovnání Démokrita s Epikúrem napsal svoji disertační práci Karl Marx. V 19. století se k němu obraceli filozofové vědy a ve 20. století například Oswald Spengler.

## České překlady
- MAKOVEL'SKIJ, Aleksandr Osipovič, ed. Zlomky starořeckých atomistů. Překlad Karel Svoboda. 1., aut. vyd. Praha: SNPL, 1953. 321 s. cnb000273609 [Překlad zlomků z Démokritova díla je na str. 73–277.]
- MRÁZ, Milan, ed. Řečtí atomisté. Překlad Karel Svoboda. 2., přeprac. vyd. Praha: Svoboda, 1980. 365 s. cnb000142609 [Překlad zlomků z Démokritova díla je na str. 63–272.]